# Campionato europeo maschile under 21 di calcio 2004
Il Campionato di calcio europeo Under-21 2004, 14ª edizione del Campionato europeo di calcio Under-21 organizzato dalla UEFA, si è svolto in Germania dal 27 maggio all'8 giugno 2004. Il torneo è stato vinto dall'Italia, allenata da Claudio Gentile.
Le fasi di qualificazione hanno avuto luogo tra il 6 settembre 2002 e il 19 novembre 2003 e hanno designato le otto nazionali finaliste. Tra queste è stata designata la Germania quale nazione ospitante la fase finale.
La fase finale in Germania si è svolta in due gironi all'italiana da quattro squadre ciascuno con partite di sola andata. Le due vincenti (Italia e Svezia) e le due seconde (Serbia e Montenegro e Portogallo) si sono incrociate nelle partite di semifinale. La finale si è disputata l'8 giugno 2004 tra le formazioni dell'Italia e della Serbia e Montenegro. Le prime tre classificate (Italia, Serbia e Montenegro e Portogallo) si sono qualificate alle Olimpiadi di Atene 2004, insieme alla Grecia, paese organizzatore.

## Qualificazioni

### Squadre qualificate
| Squadra                                           | Data            |
| ------------------------------------------------- | --------------- |
| Bielorussia                                       | 19 ottobre 2003 |
| Croazia                                           | 18 ottobre 2003 |
| Germania (in seguito designata nazione ospitante) | 18 ottobre 2003 |
| Italia                                            | 19 ottobre 2003 |
| Portogallo                                        | 18 ottobre 2003 |
| Serbia e Montenegro                               | 18 ottobre 2003 |
| Svezia                                            | 19 ottobre 2003 |
| Svizzera                                          | 19 ottobre 2003 |

## Stadi
Sono 4 gli stadi scelti per ospitare la manifestazione:
| Città      | Stadio              | Capacità |
| ---------- | ------------------- | -------- |
| Bochum     | Ruhrstadion         | 31.328   |
| Mannheim   | Carl-Benz-Stadion   | 26.022   |
| Oberhausen | Niederrhein         | 21.318   |
| Magonza    | Stadion am Bruchweg | 20.300   |

## Fase a gironi

### Gruppo A

#### Classifica
| Pos. | Squadra             | Pt | G | V | N | P | GF | GS | DR |
| ---- | ------------------- | -- | - | - | - | - | -- | -- | -- |
| 1.   | Italia              | 6  | 3 | 2 | 0 | 1 | 4  | 3  | +1 |
| 2.   | Serbia e Montenegro | 6  | 3 | 2 | 0 | 1 | 6  | 5  | +1 |
| 3.   | Bielorussia         | 4  | 3 | 1 | 1 | 1 | 4  | 4  | 0  |
| 4.   | Croazia             | 1  | 3 | 0 | 1 | 2 | 3  | 5  | -2 |

#### Risultati
| Arbitro: | Cantalejo |

|                                    |           |                          |
| Lazović 37’ Lovre 47’ Ivanović 86’ | Marcatori | 49’ Eduardo 68’ Kranjčar |

| Arbitro: | Messias |

|               |           |                      |
| Gilardino 58’ | Marcatori | 6’ Kirenkin 44’ Hleb |

| Arbitro: | Benes |

|               |           |           |
| Kirylchyk 82’ | Marcatori | 38’ Lučić |

| Arbitro: | Gilewski |

|                |           |              |
| Sculli 30’ 53’ | Marcatori | 86’ Vukčević |

| Arbitro: | Layec |

|              |           |  |
| De Rossi 21’ | Marcatori |  |

| Arbitro: | Tudor |

|              |           |                                    |
| Shkabara 13’ | Marcatori | 47’ (rig.) Lazović 55’ Milovanović |

### Gruppo B

#### Classifica
| Pos. | Squadra    | Pt | G | V | N | P | GF | GS | DR |
| ---- | ---------- | -- | - | - | - | - | -- | -- | -- |
| 1.   | Svezia     | 9  | 3 | 3 | 0 | 0 | 8  | 3  | +5 |
| 2.   | Portogallo | 4  | 3 | 1 | 1 | 1 | 5  | 6  | -1 |
| 3.   | Germania   | 3  | 3 | 1 | 0 | 2 | 4  | 5  | -1 |
| 4.   | Svizzera   | 1  | 3 | 0 | 1 | 2 | 4  | 7  | -3 |

### Risultati
| Arbitro: | Layec |

|                           |           |              |
| Auer 21’ Hitzlsperger 63’ | Marcatori | 75’ D. Degen |

| Arbitro: | Tudor |

|                               |           |             |
| Elmander 40’ 50’ Ishizaki 71’ | Marcatori | 28’ Almeida |

| Arbitro: | Cantalejo |

|          |           |                          |
| Auer 84’ | Marcatori | 49’ Jönsson 62’ Elmander |

| Arbitro: | Messias |

|                           |           |                                       |
| Vonlanthen 57’ Baykal 86’ | Marcatori | 66’ (rig.) Carlos Martins 71’ Almeida |

| Arbitro: | Gilewski |

|                    |           |                          |
| Schweinsteiger 41’ | Marcatori | 24’ Almeida 78’ Lourenço |

| Arbitro: | Benes |

|              |           |                                    |
| Barnetta 21’ | Marcatori | 40’ (aut.) Jaggy 62’ 88’ Rosenberg |

## Fase a eliminazione diretta
|  | Semifinali                | Semifinali                | Semifinali          |                     |        | Finale          | Finale          | Finale          |  |
|  |                           |                           |                     |                     |        |                 |                 |                 |  |
|  | Italia                    | Italia                    | 3                   |                     |        |                 |                 |                 |  |
|  | Italia                    | Italia                    | 3                   |                     |        |                 |                 |                 |  |
|  | Portogallo                | Portogallo                | 1                   |                     |        |                 |                 |                 |  |
|  | Portogallo                | Portogallo                | 1                   |                     | Italia | Italia          | 3               |                 |  |
|  |                           |                           |                     |                     | Italia | Italia          | 3               |                 |  |
|  |                           |                           | Serbia e Montenegro | Serbia e Montenegro | 0      |                 |                 |                 |  |
|  | Svezia                    | Svezia                    | Serbia e Montenegro | Serbia e Montenegro | 0      | 1 (5)           |                 |                 |  |
|  | Svezia                    | Svezia                    |                     |                     |        | 1 (5)           |                 |                 |  |
|  | Serbia e Montenegro (dtr) | Serbia e Montenegro (dtr) | 1 (6)               |                     |        | Finale 3º posto | Finale 3º posto | Finale 3º posto |  |
|  | Serbia e Montenegro (dtr) | Serbia e Montenegro (dtr) | 1 (6)               |                     |        |                 |                 |                 |  |
|  |                           |                           |                     |                     |        |                 |                 |                 |  |
|  |                           |                           |                     |                     |        | Portogallo      | Portogallo      | 3               |  |
|  |                           |                           |                     |                     |        | Portogallo      | Portogallo      | 3               |  |
|  |                           |                           |                     |                     |        | Svezia          | Svezia          | 2               |  |

### Semifinali
| Arbitro: | Messias |

|                                                     |                      |                                                          |
| Stefanidis 36’                                      | Marcatori            | 90+1’ Marić                                              |
| Ishizaki Jönsson Holmén Dorsin Rosenberg Stefanidis | Tiri di rigore 5 – 6 | Delibašić Vukčević Milovanović Đalović Miladinović Marić |

| Arbitro: | Benes |

|                             |           |                    |
| Gilardino 19’ 77’ Pinzi 24’ | Marcatori | 28’ Pedro Oliveira |

### Finale 3º- 4º posto
| Arbitro: | Layec |

|                                                       |           |                              |
| Hugo Viana 76’ (rig.) Jorge Ribeiro 84’ Carlitos 114’ | Marcatori | 45+1’ Elmander 90’ Rosenberg |

### Finale
| Arbitro: | Cantalejo |

|                                     |           |  |
| De Rossi 32’ Bovo 83’ Gilardino 85’ | Marcatori |  |

| Italia under 21     |    |                      |     |       |
|                     |    |                      |     |       |
| P                   | 1  | Marco Amelia         |     |       |
| D                   | 3  | Daniele Bonera (C)   |     | 90+5’ |
| D                   | 5  | Emiliano Moretti     |     |       |
| D                   | 13 | Andrea Barzagli      |     |       |
| D                   | 17 | Giandomenico Mesto   |     |       |
| D                   | 14 | Cesare Bovo          |     |       |
| C                   | 6  | Daniele De Rossi     | 29’ |       |
| C                   | 8  | Angelo Palombo       |     |       |
| C                   | 15 | Marco Donadel        | 28’ | 88’   |
| A                   | 9  | Giuseppe Sculli      |     | 74’   |
| A                   | 11 | Alberto Gilardino    |     |       |
| Sostituzioni:       |    |                      |     |       |
| P                   | 12 | Federico Agliardi    |     |       |
| P                   | 22 | Carlo Zotti          |     |       |
| D                   | 2  | Cristian Zaccardo    |     | 90+5’ |
| D                   | 4  | Alessandro Gamberini |     |       |
| D                   | 16 | Alessandro Potenza   |     |       |
| C                   | 10 | Matteo Brighi        |     | 88’   |
| C                   | 21 | Gaetano D'Agostino   |     |       |
| C                   | 18 | Alessandro Rosina    |     |       |
| A                   | 20 | Andrea Caracciolo    |     |       |
| A                   | 19 | Simone Del Nero      | 80’ | 74’   |
| CT: Claudio Gentile |    |                      |     |       |

| Serbia e Montenegro under 21 |    |                    |     |     |
|                              |    |                    |     |     |
| P                            | 1  | Nikola Milojević   |     |     |
| D                            | 16 | Milan Biševac      | 50’ |     |
| D                            | 3  | Nikola Mijailović  |     |     |
| D                            | 19 | Branislav Ivanović |     |     |
| D                            | 6  | Marko Baša         |     |     |
| D                            | 14 | Bojan Miladinović  |     | 83’ |
| C                            | 15 | Dejan Milovanović  |     | 63’ |
| C                            | 10 | Miloš Marić        |     |     |
| C                            | 2  | Dragan Stančić     |     |     |
| A                            | 19 | Radomir Djalović   |     | 45’ |
| A                            | 7  | Danko Lazović (C)  |     |     |
| Sostituzioni:                |    |                    |     |     |
| P                            | 12 | Vladimir Stojković |     |     |
| D                            | 13 | Bojan Neziri       |     | 83’ |
| C                            | 18 | Branimir Petrović  |     |     |
| C                            | 11 | Igor Matić         | 87’ | 63’ |
| C                            | 8  | Goran Lovre        |     |     |
| C                            | 4  | Miloš Krasić       |     |     |
| A                            | 17 | Simon Vukčević     |     | 45’ |
| C                            | 20 | Boško Janković     |     |     |
| CT: Vladimir Petrović        |    |                    |     |     |

## Squadre qualificate alle Olimpiadi
- Grecia (paese ospitante)
- Italia (prima classificata)

- Serbia e Montenegro (seconda classificata)
- Portogallo (terza classificata)

## Classifica marcatori
4 gol
- Alberto Gilardino
- Johan Elmander

3 gol
- Hugo Almeida
- Markus Rosenberg

2 gol
- Benjamin Auer
- Daniele De Rossi
- Giuseppe Sculli
- Danko Lazović

1 gol
- Aljaksandr Hleb
- Roman Kirenkin
- Pavel Kirylchyk
- Oleg Shkabara
- Eduardo
- Niko Kranjčar
- Mario Lučić
- Thomas Hitzlsperger
- Bastian Schweinsteiger
- Cesare Bovo

- Giampiero Pinzi
- Carlitos
- Lourenço
- Pedro Oliveira
- Jorge Ribeiro
- Carlos Martins
- Hugo Viana
- Branislav Ivanović
- Goran Lovré
- Miloš Marić

- Dejan Milovanović
- Simon Vukčević
- Stefan Ishizaki
- Jon Jönsson
- Haralampos Stefanidis
- Tranquillo Barnetta
- Baykal Kulaksizoglu
- David Degen
- Johan Vonlanthen